# Henk Lampe
Henk Lampe (Sneek, 1951) is een Nederlands ontwerper en beeldend kunstenaar.

## Leven en werk
Lampe studeerde omgevingsvormgeving aan de Arnhemse academie. Sinds 1976 is hij werkzaam als zelfstandig ontwerper. In dat jaar toonde hij zijn stoel Stokkenzit bij de vijfde Biennale Interieur in Kortrijk en bij galerie Ekster in Leeuwarden. Lampe ontwerpt onder meer meubilair, kinderspeelplaatsen en vrijstaande kunstobjecten.
Een voorbeeld van zijn werk is de serie 'kunstspeelplastieken' die hij 1991-1992 maakte ter gelegenheid van het 25-jarig bestaan van het Gasbedrijf Westergo. De plastieken zijn opgebouwd uit dezelfde elementen, maar onderling verschillend. Ze werden geplaatst in de negen gemeenten in Friesland die aandeelhouder zijn van het gasbedrijf.

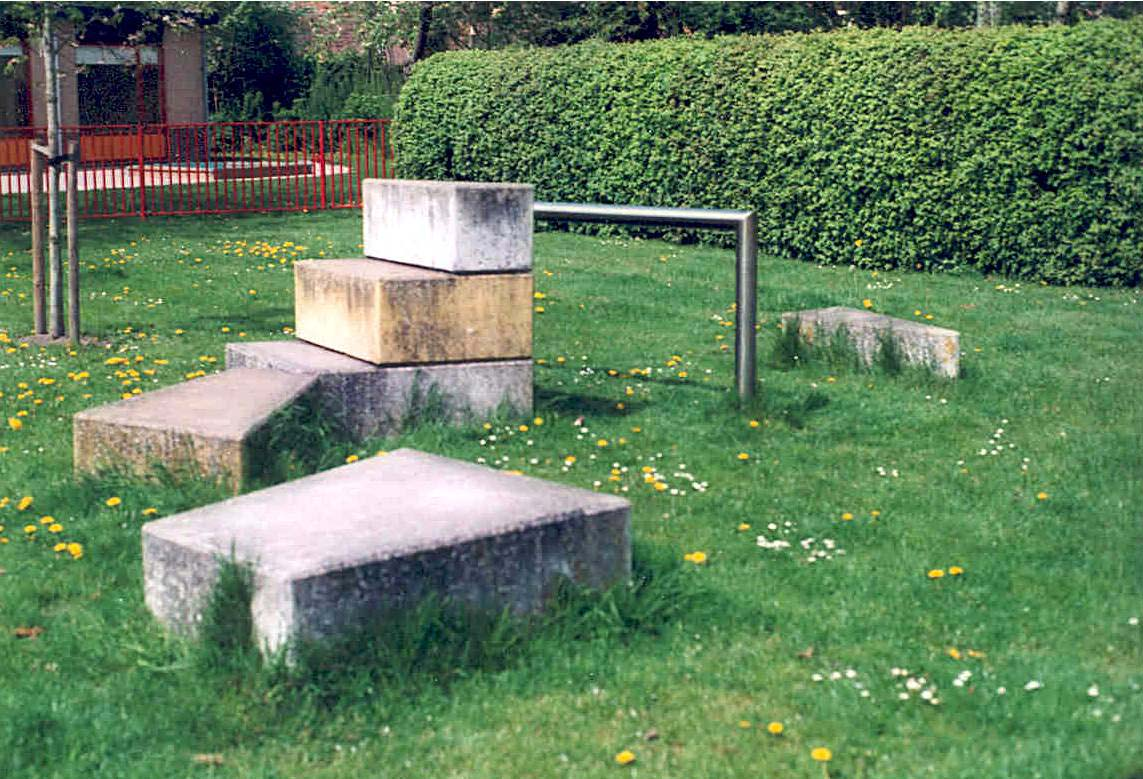
Witmarsum
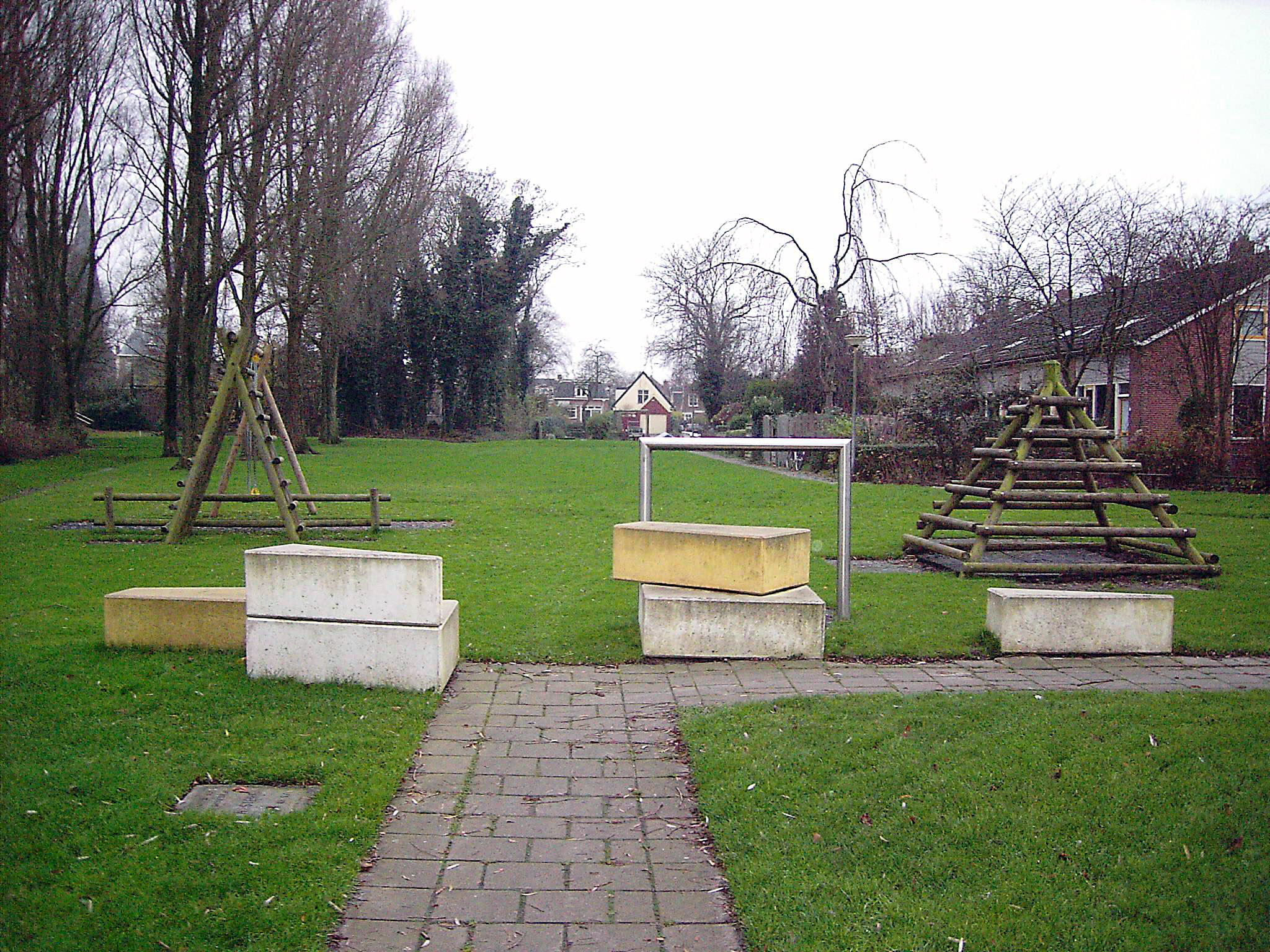
IJlst
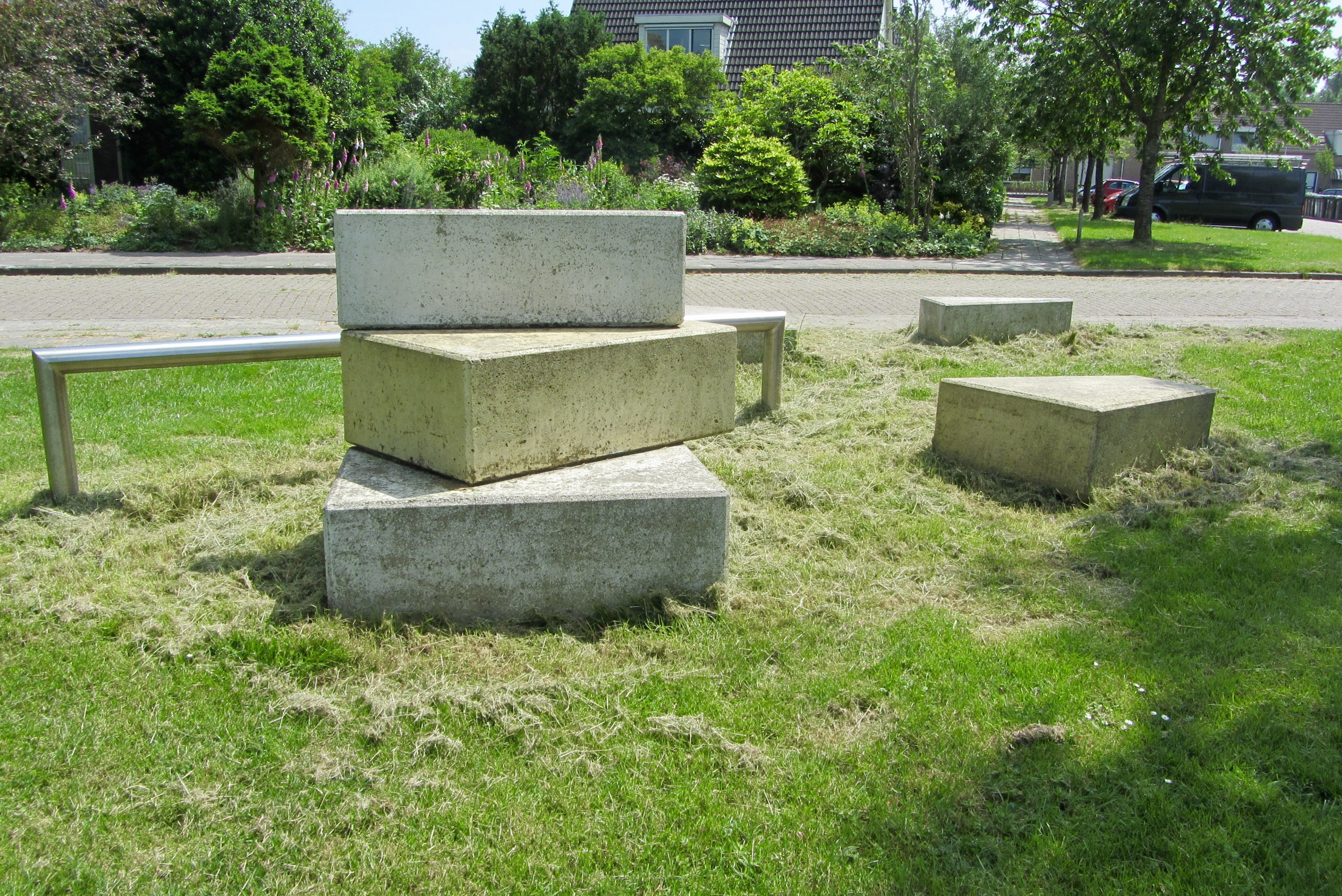
IJsbrechtum

## Werken (selectie)
- 1983? pleininrichting station Heerenveen
- 1983 zonder titel, Koppeldijk / Houtensepad, Utrecht
- 1986 KING-monument, Sneek
- 1988 Zetelring, Sneek
- 1989 speelplastiek bij Lankhorst, Sneek
- 1991-1992 kunstspeelplastieken in Balk, Bolsward, Joure, Koudum, Lemmer, Witmarsum, Wommels, IJlst en IJsbrechtum
- 1993 zonder titel, in het Polderhoofdkanaal, De Veenhoop
- 1994 zonder titel, bij voetbalclub De Stipe, Stiens
- 1994 De Poarten fan Sinnebuoren, Joure
- 1994 gedenkteken Eise Eisinga, Voorstraat, Franeker
- 2005 Bezinningsmonument Franeker

## Galerij

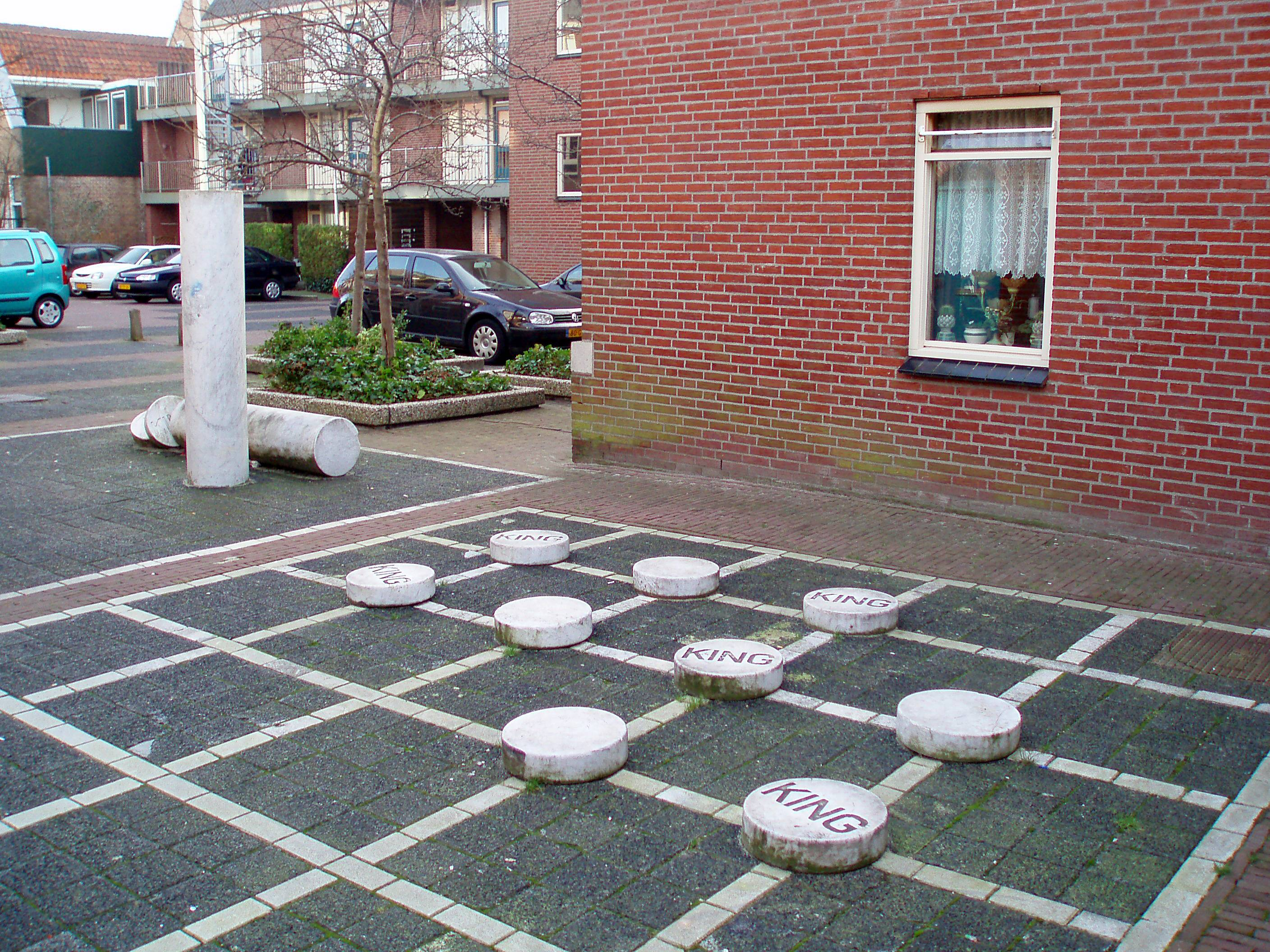
KING-monument
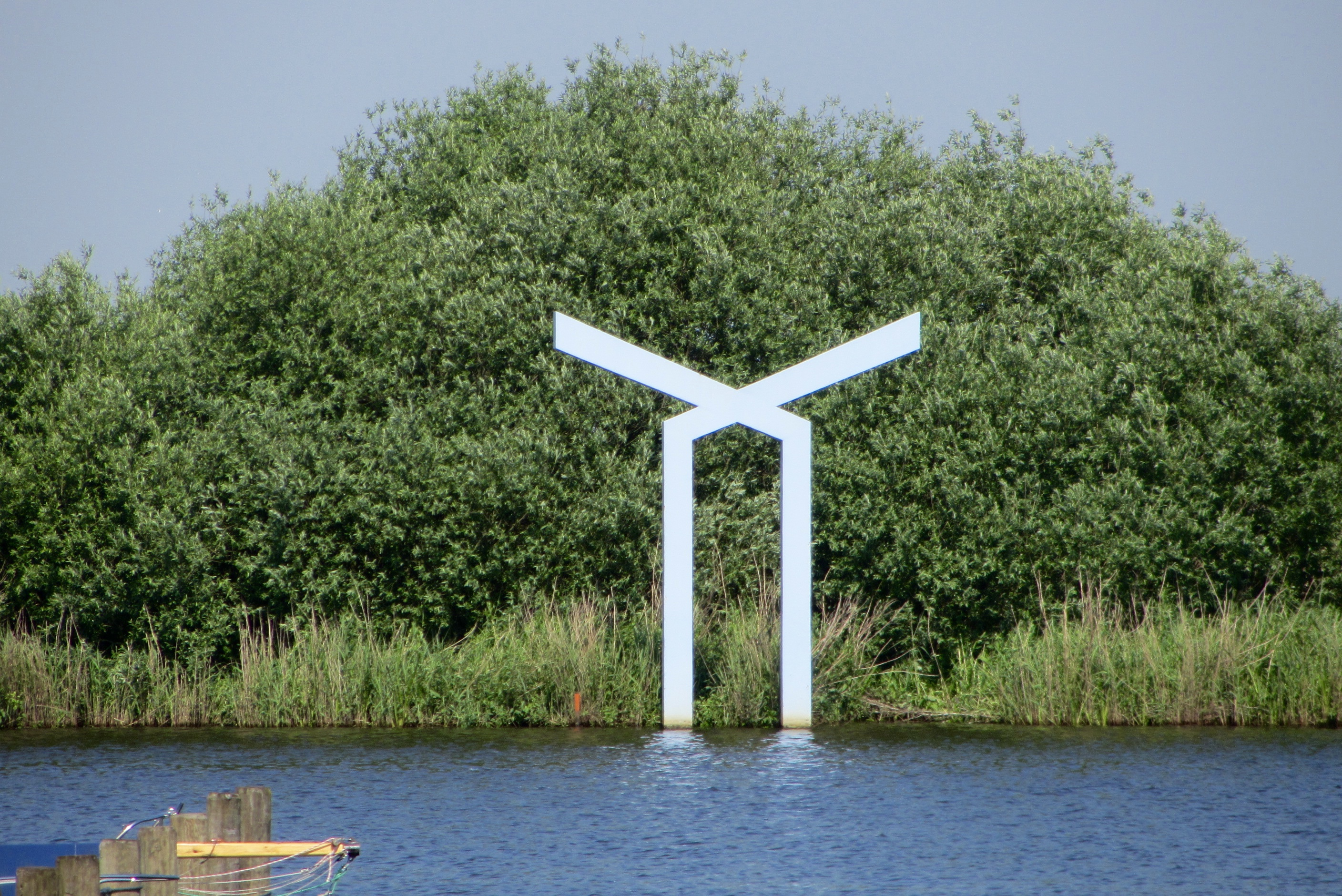
Zonder titel, De Veenhoop
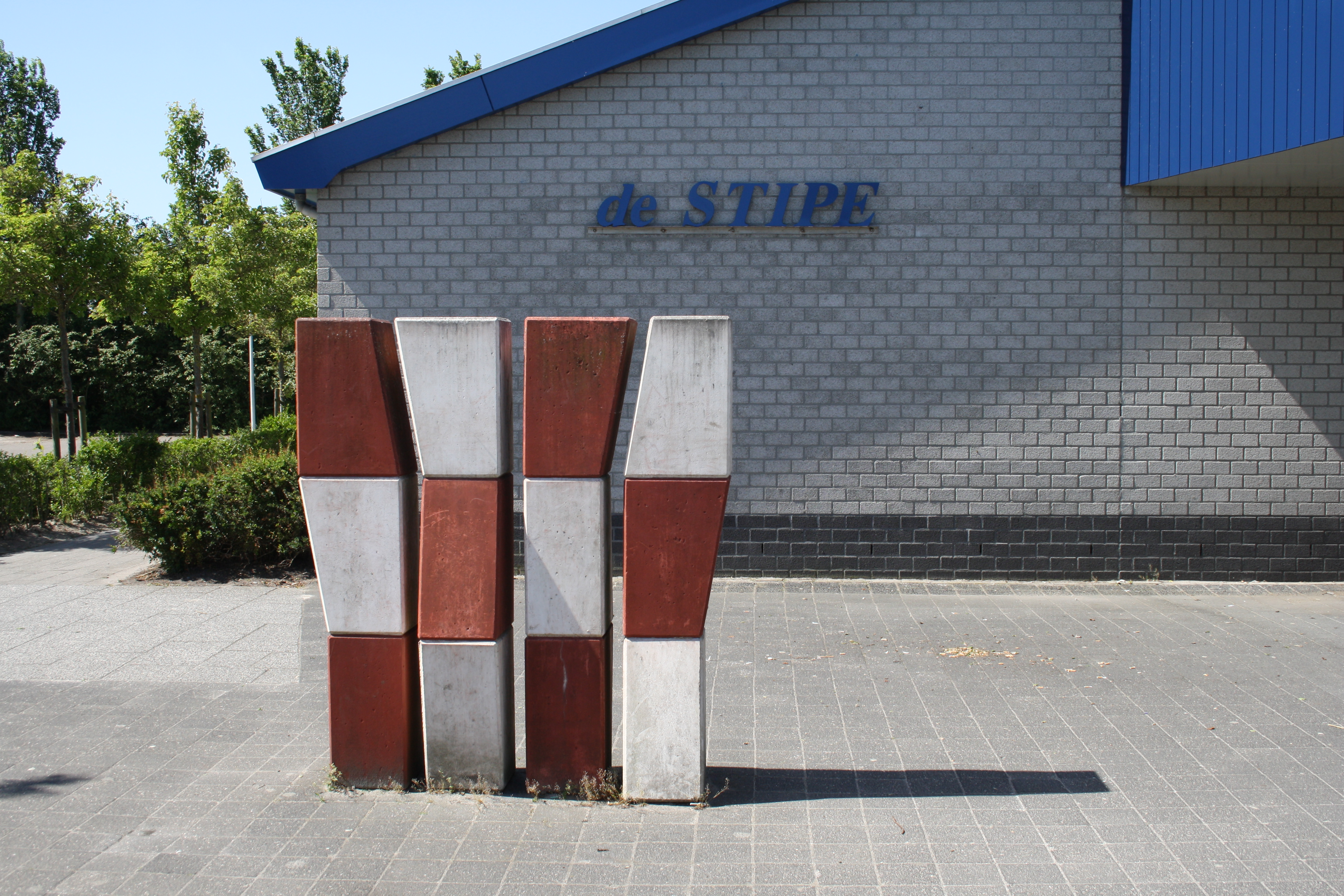
Zonder titel, Stiens
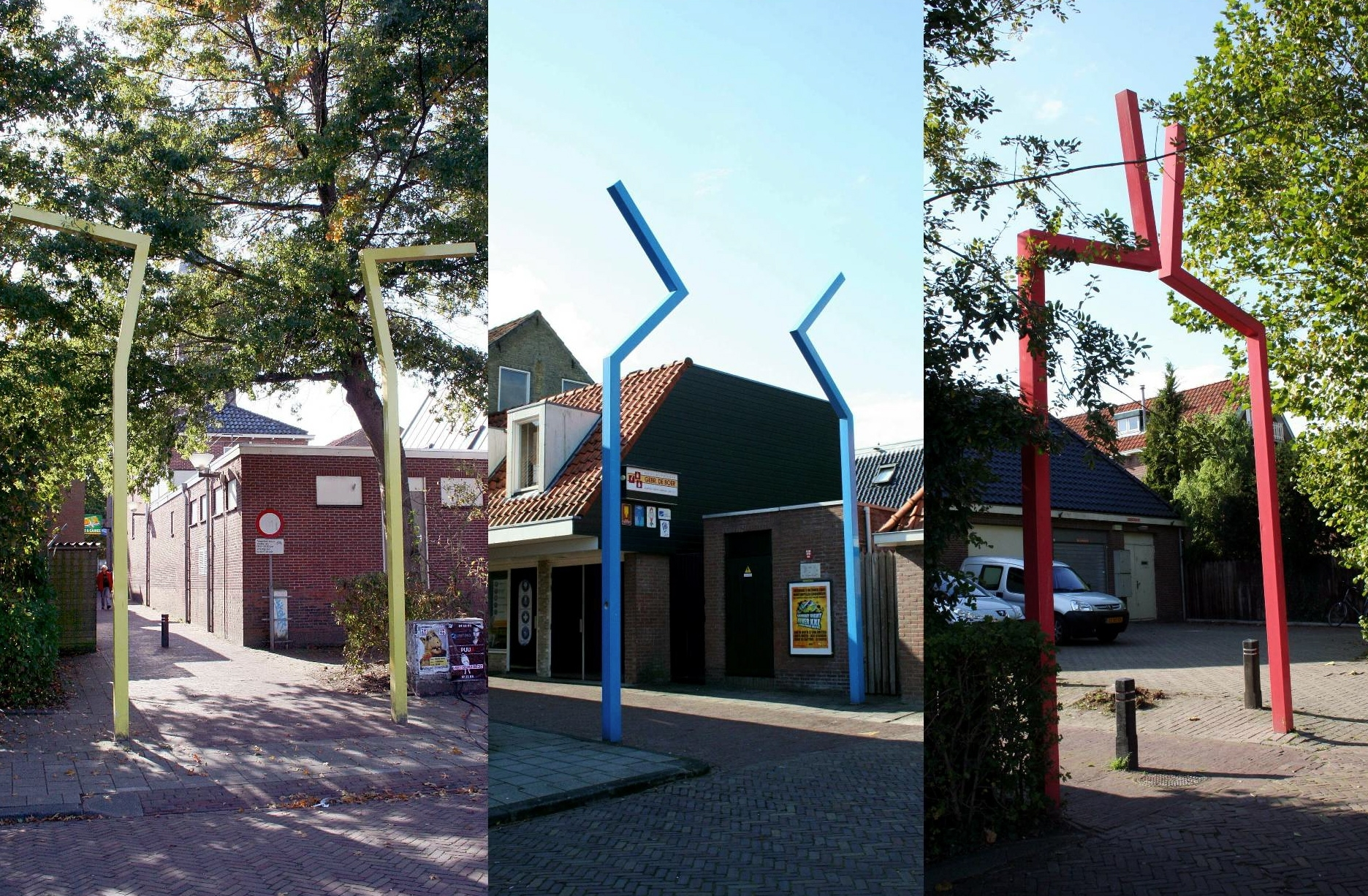
De Poarten fan Sinnebuorren

## Publicaties
- 1976 Beeldendevormgeving : ontwerper Henk Lampe. 5 p.
- 1987 Henk Lampe : beeldend bezig 1977-1987. 10 p.

- Gemeinsame Normdatei: 174319975
- RKD-Nederlands Instituut voor Kunstgeschiedenis: 47702
- Union List of Artist Names: 500718698
- Virtual International Authority File: 190983602
- WorldCat: E39PBJmtCTjTgJ9M6dvPMvppT3